# 福州宗教建筑列表
福州各宗教发展演变，与福州传统文化融合，形成了许多具有地方特色的教派和宗教文化遗迹，如：涌泉寺、明教文佛祖殿等:32。尽管各教教义和仪式有别，对建筑的功能布局和装饰有着不同的需求，但福州的宗教建筑在营造中仍相当程度使用福州传统建筑的结构、工艺等元素。例如福州大量的本土道教建筑和规模甚大的佛教禅宗建筑，均反映出福州宗教建筑的显著地方特色；又如福州清真寺对穿斗式木构架的采用、早期教堂利用民居改建时对传统风貌外观的保留、后期新建教堂为适应当地气候而在设计中吸纳福州传统营造工艺造型等，亦可例证。:22
1949年，福州市区有教堂寺观249座；1994年，福州有教堂寺观698座:35。近年陆续重修、开放多座具有宗教特色的建筑。以下是福州市各宗教的建筑列表。

## 佛教
福州出现佛教寺院始于西晋太康元年（280年）在侯官建成的药山寺:58。1956年，福州市区（含郊区）有102座寺院；至1994年，福州有314所寺院:60。

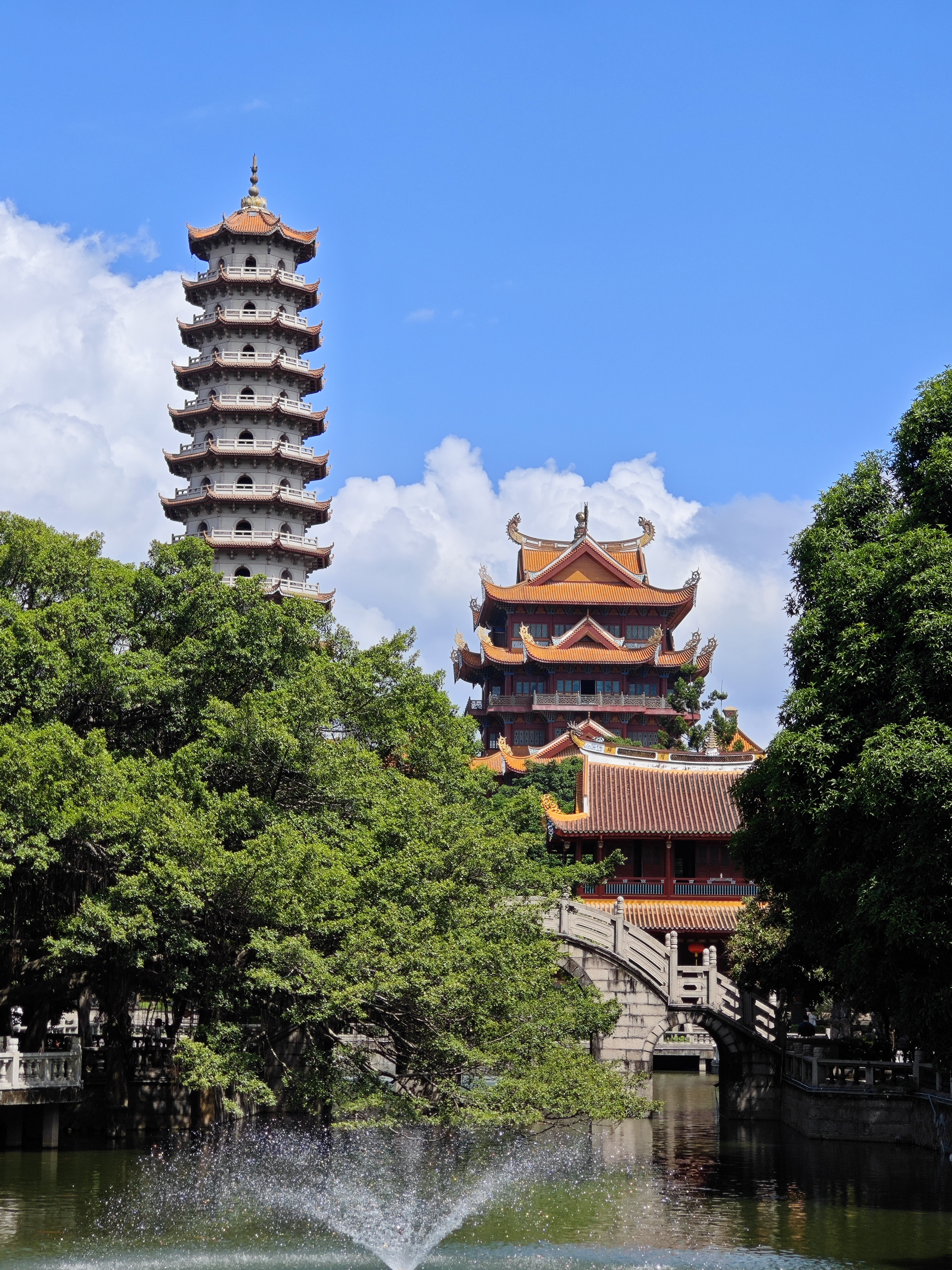
西禅寺

- 鼓樓：怡山西禅寺、北禅寺、三界寺、开元寺、法海寺
- 台江：海潮寺、荷泽寺
- 倉山：清凉寺
- 馬尾：鼓山涌泉寺
- 晉安：金鸡山地藏寺、瑞峰林阳寺、象峰崇福寺、瑞云寺
- 长乐：龙泉寺、云山寺、文殊寺、银峰寺、屏山寺、西兴寺、竹林寺、晦翁寺、长者寺、清凉寺
- 闽侯：雪峰崇圣寺、五仙寺、金仲阁、法云寺、三益寺
- 连江：莲峰寺，白云寺、玉华寺、下庵、上庵、静室、中岩、后岩、观音阁、一真堂、青芝寺、净光寺、保福寺、九龙寺、青峰寺、宝林寺
- 罗源：开善寺、龙华寺、瑞云寺、光化寺、凤山寺、金粟寺、圣水寺、碧云寺、仙茅寺，水陆寺、白马寺、枝南寺、万寿寺、翠峰寺
- 闽清：白岩寺
- 永泰：方广寺、下际寺、重光寺、仙佛寺、姬岩寺、凤凰寺、暗亭寺、高盖山寺
- 平潭：金峰禅寺、观音堂
- 福清：万福寺、瑞岩寺、吉水寺、资福寺、香灯寺、柳圃寺、福山寺、灵石寺、西澗寺

## 道教

### 现存的道观
- 福建都城隍庙
- 于山九仙观
- 道山观
- 照天宫
- 裴仙宫
- 帮洲广慧庵
- 龙沄岭望北台真武殿
- 东郊东岳庙
- 青圃村洪恩灵济宫位
- 高盖山名山室道院
- 福清石竹山九仙阁

## 伊斯蘭教

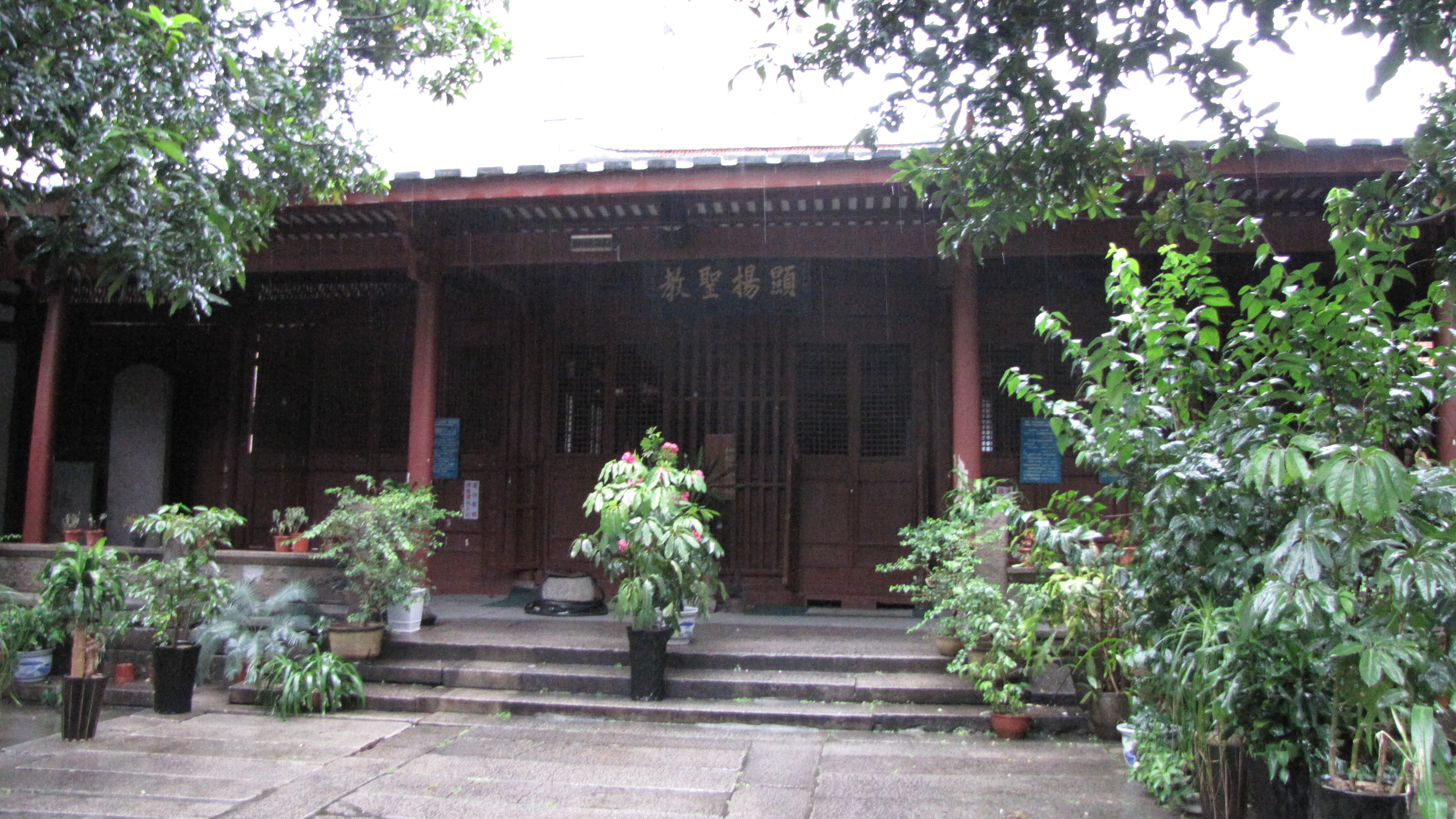
福州清真寺

- 福州清真寺
- 伊斯蘭教聖墓

## 基督宗教

### 天主教
- 鼓楼：西门天主堂、洪山桥天主堂
- 台江：苍霞洲天主堂
- 仓山：泛船浦天主堂、上渡天主堂、湾边天主堂
- 马尾：营盘顶天主堂

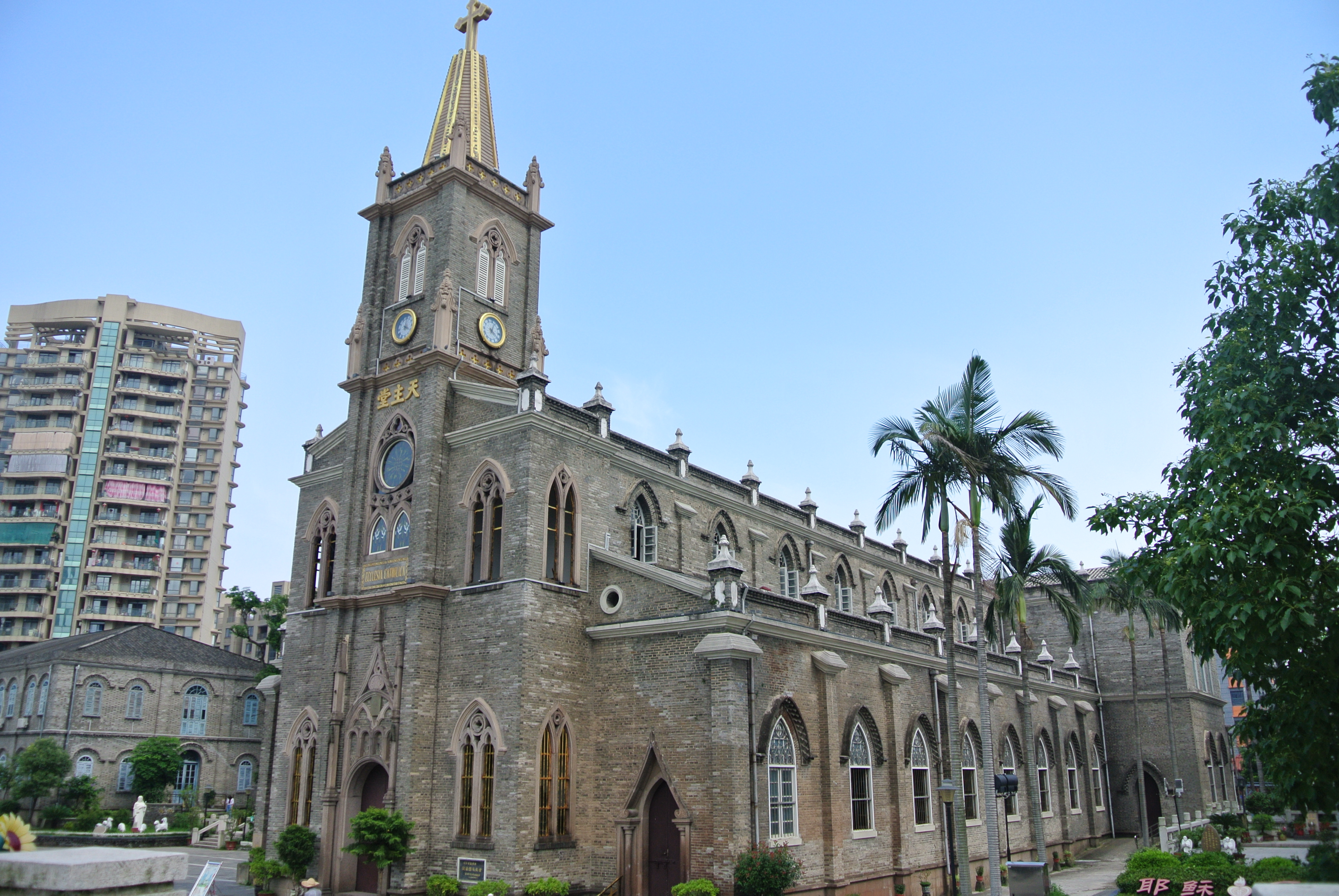
泛船浦天主堂

- 长乐：城关天主堂、金峰天主堂、鹤上天主堂、古槐龙田天主堂、金峰潭头天主堂
- 闽侯：南屿南江天主堂、南屿南溪天主堂、上街百禄村天主堂、上街晓星天主堂、竹岐洋里天主堂、白沙天主堂
- 连江：城关天主堂
- 罗源：凤山岐阳天主堂
- 闽清：城关天主堂、坂东天主堂
- 永泰：城关天主堂、蒿口镇天主堂、塘前乡天主堂
- 福清：城关利桥天主堂、龙田天主堂、江阴天主堂、渔溪天主堂、高山天主堂、江镜天主堂

### 新教

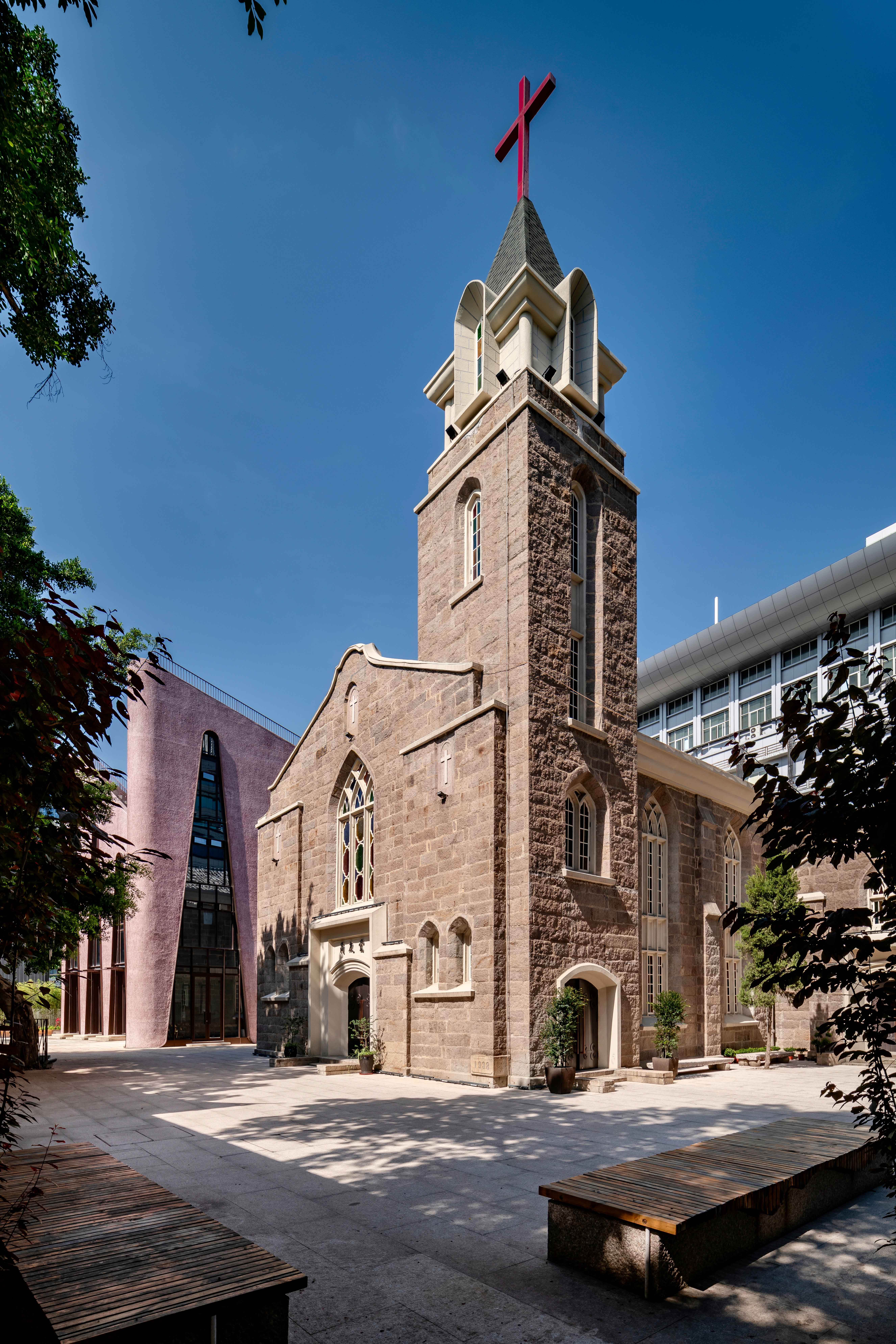
花巷堂

- 鼓楼：花巷堂、观巷堂、洪山堂、大根堂、城守前堂
- 台江：苍霞堂、铺前堂
- 仓山：中洲基督教堂、天安堂、上渡堂、小岭堂、施埔堂、马厂街堂、浦下堂、胪厦堂、城门堂、义序堂
- 马尾：马尾堂、闽安堂、和平堂、康庄堂、快安堂、琅岐堂、海屿堂
- 晋安：鼓山堂、鼓岭堂、东门堂、福兴堂、岭头堂
- 长乐：城关堂
- 闽侯：甘蔗堂、南通堂
- 连江：城关堂
- 罗源：城关堂
- 闽清：城关堂
- 平潭：城关堂
- 福清：福华堂、西大堂

## 摩尼教

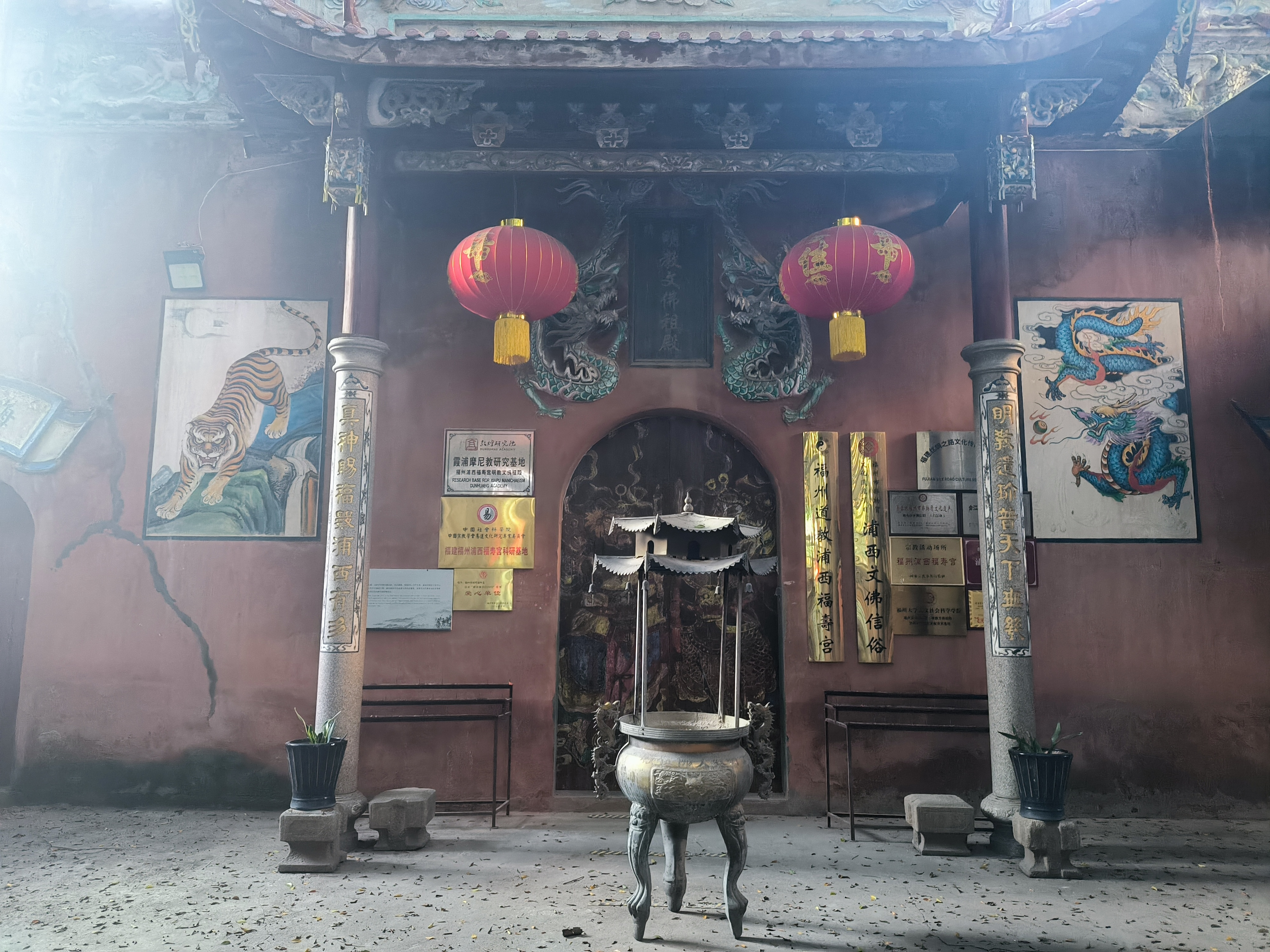
明教文佛祖殿

- 浦西境福寿宫（又称明教文佛祖殿）